# Eco (tiền)

West African CFA
West African Monetary Zone
ECOWAS only (Cape Verde)

Eco là tên gọi được đề xuất cho đồng tiền chung mà Khu vực tiền tệ Tây Phi (WAMZ) có kế hoạch giới thiệu trong khuôn khổ Cộng đồng Kinh tế các Quốc gia Tây Phi (ECOWAS). Mục tiêu của kế hoạch này là tạo ra một đồng tiền chung cho tất cả các quốc gia Tây Phi, giúp cho khu vực Tây Phi nói tiếng Pháp chuyển đổi từ đồng franc CFA sang đồng Eco, như là một phần của quá trình giành độc lập hoàn toàn về tài chính và tiền tệ từ Pháp.

## Mười tiêu chí
Viện Tiền tệ Tây Phi (WAMI) đã đặt ra 10 tiêu chí cần đạt được cho các quốc gia thành viên để có thể tham gia khu vực tiền tệ của đồng Eco.
Bốn tiêu chí chính gồm:
- Tỷ lệ lạm phát một con số vào cuối mỗi năm.
- Thâm hụt tài khóa không quá 4% GDP.
- Ngân hàng trung ương tài trợ thâm hụt không quá 10% thu nhập từ thuế của năm trước.
- Tổng dự trữ bên ngoài có thể cung cấp cho nhập khẩu trong tối thiểu 3 tháng.

Sáu tiêu chí phụ gồm:
- Cấm các thanh toán mặc định mới trong nước và thanh lý các thanh toán hiện có.
- Doanh thu từ thuế phải bằng hoặc lớn hơn 20% GDP.
- Chi phí tiền lương trên doanh thu thuế bằng hoặc nhỏ hơn 35%.
- Đầu tư công để thu thuế bằng hoặc lớn hơn 20%.
- Tỷ giá hối đoái thực tế ổn định.
- Lãi suất thực dương.

Tuy nhiên, tính đến năm tài chính 2011, mới chỉ có Ghana có thể đáp ứng tất cả các tiêu chí chính trong bất kỳ năm tài chính nào.

## Lịch sử tiền tệ

### Trước năm 2019
Mục tiêu của một đồng tiền chung, trước tiên là ở các quốc gia thuộc Viện tiền tệ Tây Phi (WAMI) / Khu vực tiền tệ Tây Phi (WAMZ)  – Gambia, Ghana, Guinea-Conakry (nói tiếng Pháp nhưng không sử dụng CFA franc), Liberia, Nigeria và Sierra Leone – và sau đó trong toàn bộ khu vực ECOWAS, đã được chính thức công bố vào tháng 12 năm 2000 liên quan đến sự ra mắt chính thức của WAMZ. Eco lần đầu tiên được lên kế hoạch giới thiệu vào năm 2003, nhưng việc này đã bị hoãn lại vài lần, vào các năm 2005, 2010 và 2014. Tại cuộc họp của Hội đồng hội tụ các Bộ trưởng và Thống đốc Tây Phi vào ngày 25 tháng 5 năm 2009, thời điểm ra mắt của loại tiền tệ này đã được dời lại sang năm 2015 do khủng hoảng kinh tế quốc tế. Trong cuộc họp tháng 12 năm 2009, một kế hoạch làm việc được bắt đầu để hợp nhất Eco với đồng franc CFA ngay sau khi ra mắt Eco; với mục tiêu đạt được hướng đến vào vào năm 2020.
Năm 2001, Viện Tiền tệ Tây Phi (WAMI) được thành lập với trụ sở chính tại Accra, Ghana, như là một tổ chức lâm thời để chuẩn bị cho Ngân hàng Trung ương Tây Phi trong tương lai. Chức năng và tổ chức của nó phổng theo mô hình từ Viện Tiền tệ Châu Âu (EMI). Do đó, WAMI là nơi cung cấp một khuôn mẫu cho các ngân hàng trung ương quốc gia trong WAMZ bắt đầu hội nhập và chuẩn bị sơ bộ cho việc in và đúc tiền vật chất, giống như EMI đã làm trước đây ở Khu vực đồng tiền chung châu Âu trước khi đồng Euro ra đời. Tổng giám đốc hiện tại của WAMI là J.H. Tei Kitcher.